# Лидога
Ли́дога — село в Нанайском районе Хабаровского края. Административный центр Лидогинского сельского поселения.

## История
Основано 20 июня 1928 года. Первое поселение было небольшим (около 30 домов). В конце 1930-х годов началось основное строительство силами спецпереселенцев. Были построены школа, клуб, здание сельсовета. Основные занятия — ловля рыбы и скотоводство.

## География
Село Лидога стоит на правом берегу протоки Че́нка (правобережная протока Амура), расстояние до истока протоки (до судового хода) около 8 км.

## Население
| 1992 | 2002  | 2010  | 2011  | 2012  | 2021  |
| ---- | ----- | ----- | ----- | ----- | ----- |
| 1900 | ↘1679 | ↘1634 | ↘1633 | ↘1597 | ↘1356 |

## Транспорт
Село расположено в 2 км от 214-го километра трассы Р454 (Хабаровск — Комсомольск-на-Амуре).
От окрестностей села начинается автодорога «Лидога — Ванино».

## Галерея
- Село Лидога
- Село Лидога
- Село Лидога